# 松浦唯
松浦 唯（まつうら ゆい、1988年2月26日 - ）は、日本の女優。青森県出身。身長164cm。血液型O型。
東映アカデミーを経て、2009年4月より無名塾所属。

## 出演

### テレビドラマ
- 浅見光彦シリーズ（2008年）
- 西村京太郎トラベルミステリー（2008年）
- 土曜ワイド劇場「おかしな刑事（5）」（2009年） - 村上裕美子 役
- 罪人の嘘 第3話（2014年8月 - 9月、WOWOW）羽根田健三の孫娘 役
- 相棒 season13第18話「苦い水」（2015年3月11日、テレビ朝日） - 濱倉千恵 役
- 破裂（2015年、NHK） - 峰丘枝利子 役
- 果し合い（2015年11月1日、BSスカパー）

### 映画
- Dear Friends（2007年）
- バブルへGO!! タイムマシンはドラム式（2007年）
- ワルボロ（2007年）
- 仲代達矢・役者を生きる（2015年）

### 舞台
無名塾公演
- マクベス（2009年）
- 友達（2010年、無名塾）
- 炎の人（2011年、無名塾）シーヌ役
- Hobson's Choice〜ホブソンの婿選び〜（2012年）次女アリス役
- 無明長夜（2012年、無名塾）お袖役
- ロミオとジュリエット（2013年 - 2014年）ジュリエット役
- 俺たちは天使じゃない（2015年）マリ・ルイーズ役
- ベルナルダアルバの家(2017年)マルティーリオ役
- かもめ(2018年)マーシャ役
- 幽霊(2024年)[1]

外部出演
- 三島由紀夫戯曲「熱帯樹」（2014年9月11日 - 13日、古民家アサゴロウ）郁子役
- シェイクスピアと音楽〜描き出された女性たち（2015年）オフィーリア役
- ベアーズトレイン企画「リバースヒストリカ」大塚・織田信長役

### イベント
- 「60周年を祝い、さらなる前進をめざす集い」（2015年）

### インタビュー
「ロミオとジュリエット」松浦唯＆進藤健太郎インタビュー（無名塾チャンネル）